# Trichodelitschia
Trichodelitschia är ett släkte av svampar. Trichodelitschia ingår i familjen Phaeotrichaceae, ordningen Pleosporales, klassen Dothideomycetes, divisionen sporsäcksvampar och riket svampar.
| Trichodelitschia | \| \| Trichodelitschia munkii \| \| \| \| \| \| Trichodelitschia bisporula \| \| \| \| \| \| Trichodelitschia lundqvistii \| \| \| \| |
|                  | \| \| Trichodelitschia munkii \| \| \| \| \| \| Trichodelitschia bisporula \| \| \| \| \| \| Trichodelitschia lundqvistii \| \| \| \| |
|                  | Phaeotrichum |
|                  | |
|                  | Echinoascotheca |
|                  | |
|                  | Trichodelitschia munkii |
|                  | |
|                  | Trichodelitschia bisporula |
|                  | |
|                  | Trichodelitschia lundqvistii |
|                  | |

|  | Trichodelitschia munkii      |
|  |                              |
|  | Trichodelitschia bisporula   |
|  |                              |
|  | Trichodelitschia lundqvistii |
|  |                              |